# You Gotta Move (blues)
Pour les articles homonymes, voir You Gotta Move.
You Gotta Move est une chanson blues traditionnelle afro-américaine de style spirituel. Les paroles portent le message chrétien selon lequel, quelle que soit la situation de la vie, c'est Dieu qui détermine la destination finale. À partir des années 1940, la chanson est enregistrée par une grande variété de musiciens de gospel, généralement intitulée You Got to Move ou You've Got to Move.
En 1965, l'artiste de blues du Mississippi Fred McDowell l'enregistre comme un morceau lent, un Hill country blues avec guitare slide. Son jeu inspire de nombreux enregistrements ultérieurs, dont une version électrique populaire du groupe de rock britannique The Rolling Stones. Le groupe interprète et enregistre la chanson en 1969, et en 1971, la publient sur l'album Sticky Fingers. La chanson suit généralement un arrangement de blues à 8 mesures et est comparée à Sitting on Top of the World.

## Reprise des Rolling Stones
Pistes de Sticky Fingers
Can't You Hear Me Knocking
(4) Bitch
(6)
Les Rolling Stones interprètent régulièrement You Gotta Move lors de leur tournée américaine de 1969. Ils enregistrent une version aux studios Muscle Shoals Sound de l'Alabama en décembre 1969 durant cette tournée. Elle est ensuite incluse sur leur album Sticky Fingers de 1971. Mick Jagger chante en dialecte du sud et présente un accompagnement de guitare slide qui suit la version de McDowell.
Deux versions live différentes se trouvent en bonus sur le Get Yer Ya-Yas Out! de 1969 (réédition de 2009) et Love You Live de 1977. Ce dernier comporte la participation de Billy Preston, qui a également participé à la version de Sam Cooke.
Sur les versions enregistrées par les Stones, You Gotta Move est crédité à Fred McDowell et Gary Davis.

### Personnel
Crédités :
- Mick Jagger: chant, chœurs
- Keith Richards: guitare acoustique, guitare électrique, chœurs
- Mick Taylor: guitare électrique
- Bill Wyman: piano électrique
- Charlie Watts: batterie

## Reprises par d'autres artistes
Les Two Gospel Keys ont enregistré You've Got to Move en 1948. Ils l'ont interprété comme une chanson gospel mi-rapide. Des interprétations similaires sont suivies par Elder Charles D. Beck (1949), Rosetta Tharpe (1950), The Blind Boys of Alabama (1953) et Hightower Brothers (1956). Le révérend Gary Davis enregistre la chanson en 1962. Elle comprend un couplet plus inquiétant.
En 1964, le chanteur de soul Sam Cooke retravaille la chanson avec des paroles sur une relation brisée pour son album Night Beat de 1963. Lorsque Fred McDowell enregistre plus tard la chanson en 1965, il utilise des paroles plus proches de la version de 1962 de Davis. Cependant, sa version a une superbe ligne de guitare slide qui double la voix. Un couplet de la chanson est inscrit sur sa pierre tombale.
En 2004, le groupe Aerosmith la reprend sur l'album Honkin' on Bobo. Ils interprètent la chanson à un tempo rock considérablement plus rapide et ont également intitulé de leur DVD en public You Gotta Move paru en 2005. En 2006, Deva Premal et Miten reprennent le titre dans une prestation en direct qui a lieu à Amsterdam.